# 根岸線
根岸線（日语：／ Negishi sen */?）是一條由神奈川縣橫濱市西區橫濱站開始，途經磯子區根岸站，以神奈川縣鎌倉市大船站結束，屬於東日本旅客鐵道（JR東日本）的鐵路線（幹線）。車站編號使用的路線記號為JK。
運行系統上，本線與京濱東北線的橫濱－東京－大宮路段直通運行，因此在路線標示上常以「京濱東北·根岸線」或「京濱東北線·根岸線」合稱。

## 概要
此線由東海道本線的橫濱站開始途經橫濱市中心部與根岸、杉田地區的臨海部，再進一步連結以開發臥城丘陵地帶的洋光台、港南台，最後連結回東海道本線的大船站，是橫濱市南部的主要鐵路線，1973年全線通車。
現在全線都包括在IC乘車卡「Suica」的首都圈地域內。

## 路線資料
- 管轄、路線延長（營業里程）
  - 東日本旅客鐵道（第一種鐵道事業者）：
    - 橫濱站－磯子站－大船站間 22.1公里

  - 日本貨物鐵道（第二種鐵道事業者）：
    - 櫻木町站－大船站間 20.1公里
- 站數：12（包括起終點）
  - 若只限屬於根岸線車站，排除屬於東海道本線的橫濱站與大船站[1]則為10個。
- 軌距：1067毫米
- 複線路段：全線複線
- 電氣化路段：全線（直流1500V）
- 運行方式：
  - 橫濱站－櫻木町站間：ATC方式
  - 櫻木町站－大船站間：ATC方式或自動閉塞式
- 保安裝置：
  - 橫濱站－櫻木町站間：D-ATC
  - 櫻木町站－大船站間：D-ATC或ATS-P
- 最高速度：
  - 橫濱站－櫻木町站間 90公里/小時
  - 櫻木町站－大船站間 95公里/小時
- 運轉指令所（日语：運転指令所）：東京綜合指令室
- 列車運行管理系統（日语：列車運行管理システム）：東京圈輸送管理系統（ATOS）

全線由JR東日本橫濱支社管轄。

## 使用列車

### 現役客運列車
- 直通京濱東北線
  - E233系1000番台（2007年12月22日－）
    - 10輛編組，車體彩帶為天藍色。
    - 詳細內容請參閱京濱東北線

- 直通橫濱線
  - E233系6000番台（2014年2月16日－）
    - 8輛編組，車體彩帶為青綠色，車身印有「Yokohama Line」字樣以資識別。

  - 詳細內容請參閱橫濱線

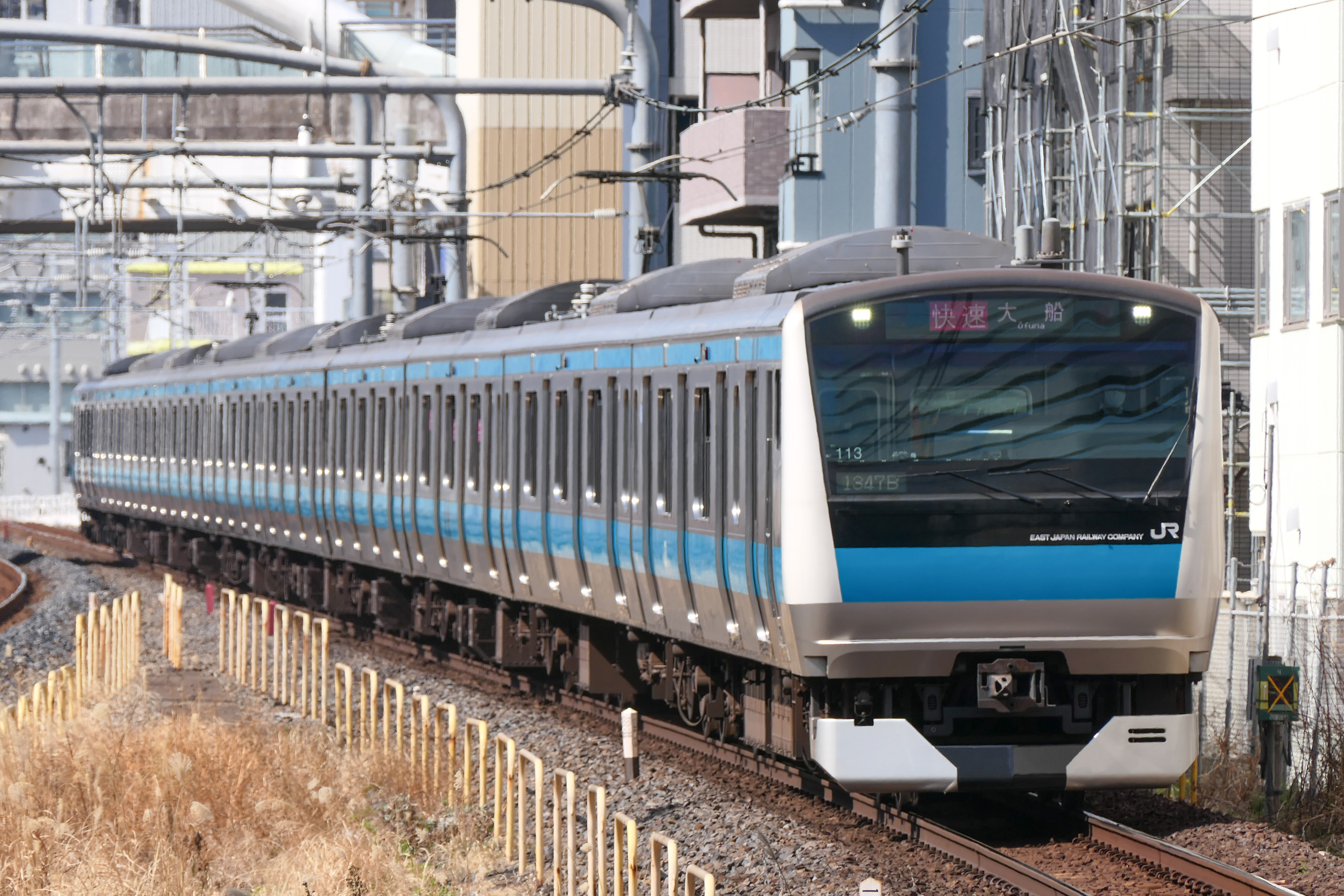
E233系1000番台
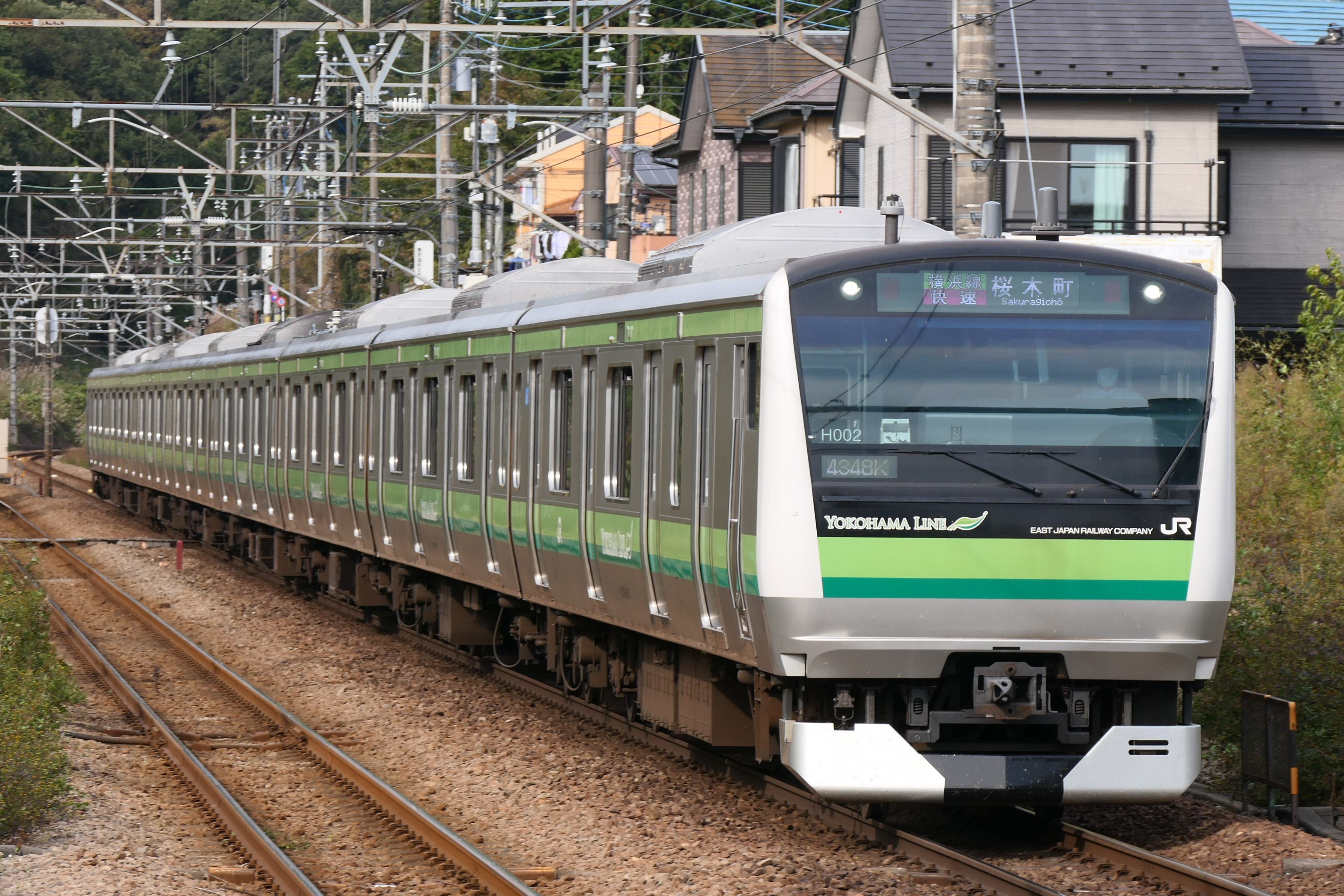
E233系6000番台

### 退役客運列車
- 直通京濱東北線
  - 72系（－1971年4月19日）
  - 101系（1969年4月1日－1976年3月）
  - 103系（1965年10月－1998年3月）
  - 205系（1989年10月26日－1996年2月1日）
  - 209系（1993年4月－2010年1月24日）
- 直通橫濱線
  - 72系（－1979年9月30日）
  - 103系（1971年10月2日－1989年2月26日）
  - 205系（1988年9月22日－2014年8月23日）

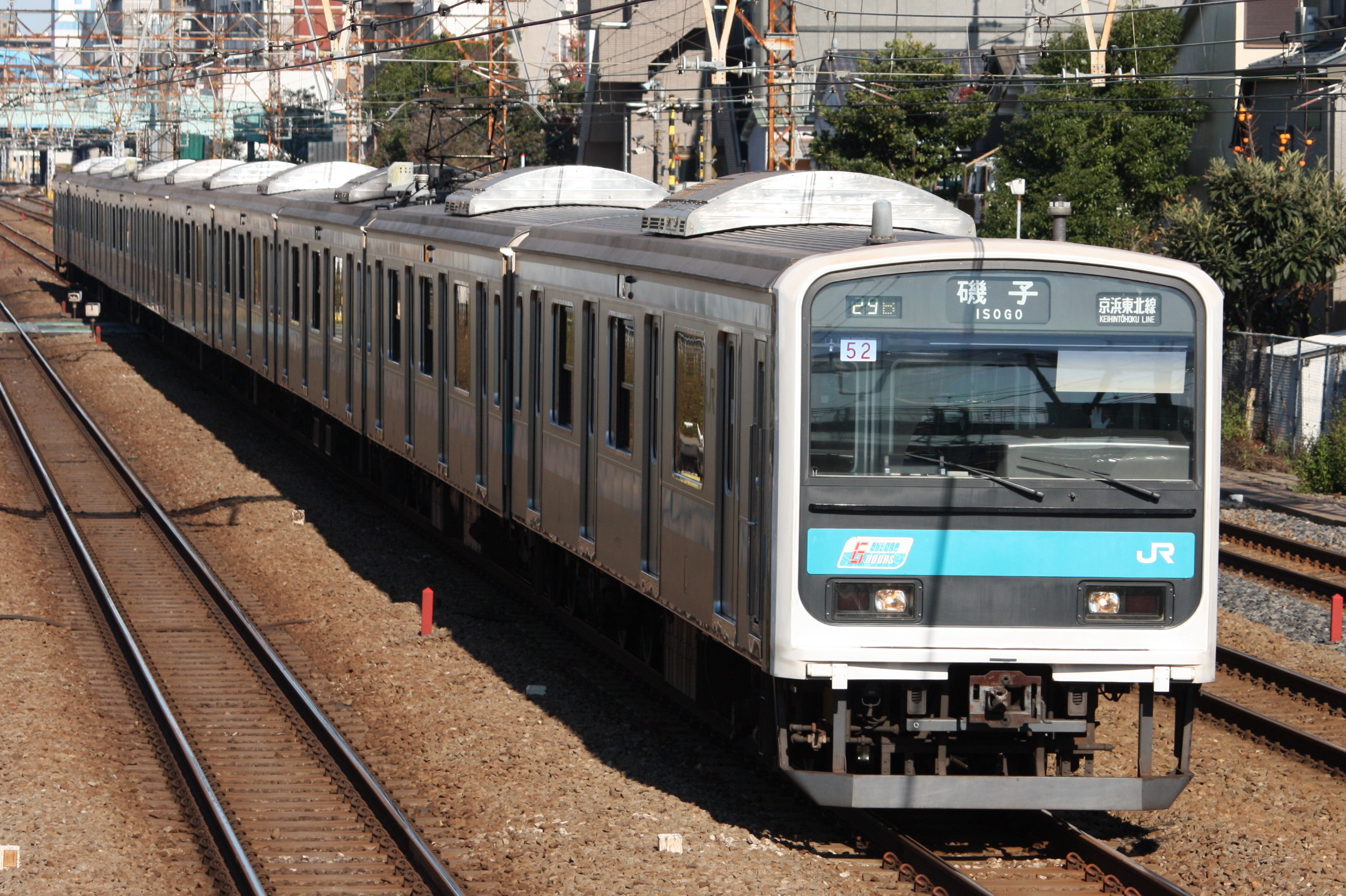
209系
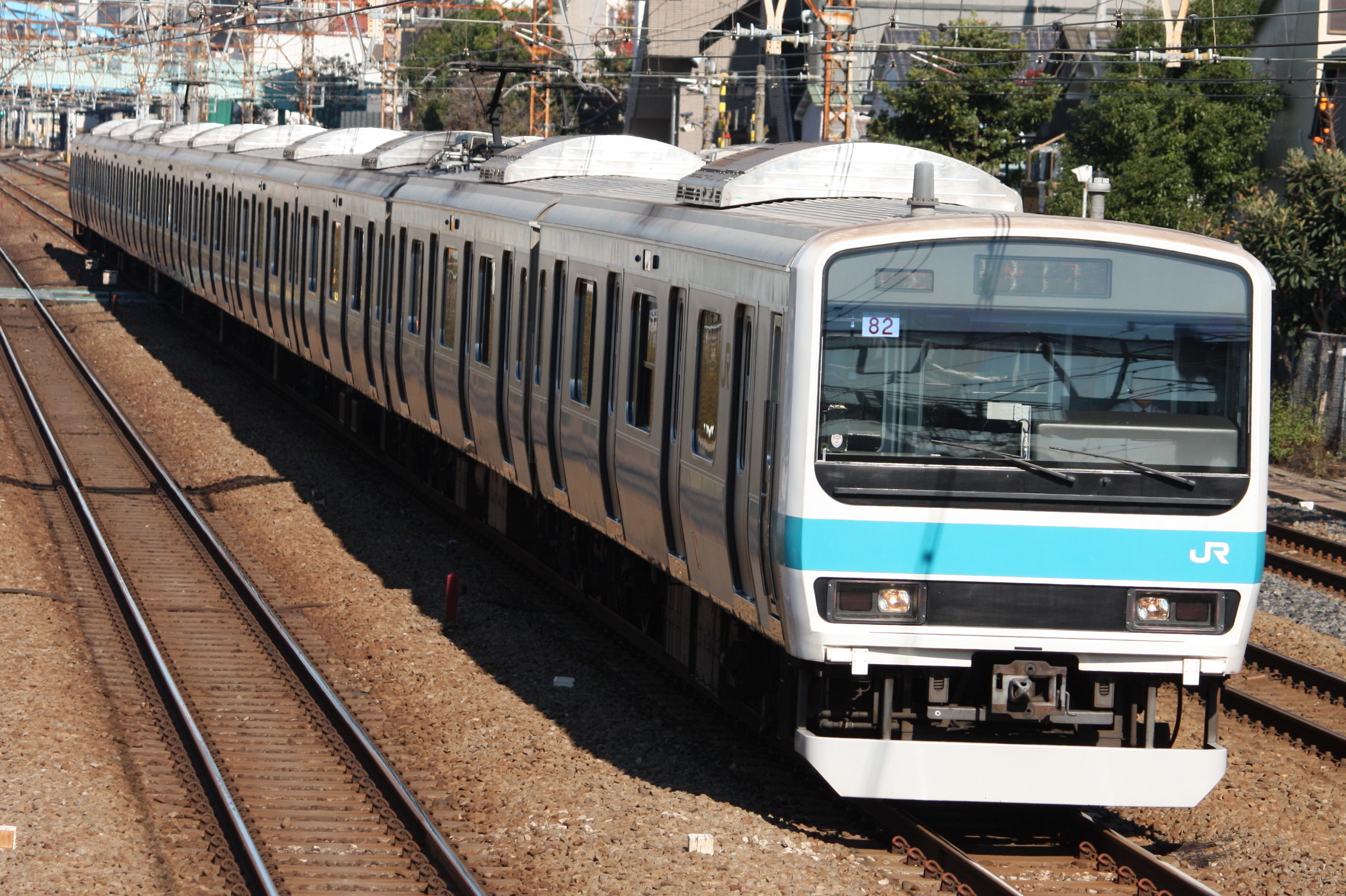
209系500番台

## 歷史
- 1872年6月12日（明治5年5月7日）：品川至橫濱的部分開始運作，橫濱站（初代，即現時的櫻木町站）開業。
- 1873年（明治6年）9月15日：開始貨運服務。
- 1887年（明治20年）7月11日：橫濱經程谷至國府津的延線開始營業（必須在橫濱站轉乘）。
- 1898年（明治31年）8月1日：不經橫濱站，從神奈川至程谷的路線開業。神奈川至橫濱、程谷至橫濱的鐵路轉為支線。
- 1907年（明治40年）11月1日：區間整合，顯示路線改為「神奈川－橫濱－程谷」
- 1909年（明治42年）10月12日：路線命名，神奈川－橫濱－程谷（長6.76公里／4.2英里）的路線被命名為東海道本線支線。
- 1914年（大正3年）12月20日：神奈川與橫濱之間的高島町站開業。神奈川與高島町之間的鐵路電氣化，京濱線電車同日開始運轉。
- 1915年（大正4年）
  - 8月15日：橫濱站（第二代）開業，高島町站則成為京濱線的發車站。支線的起點從神奈川站改為橫濱站（路線長度縮短1.13公里／0.7英里）。初代橫濱站則改稱櫻木町站。櫻木町至程谷的路線（4.02公里／2.5英里）被廢除。
  - 12月30日：橫濱與櫻木町之間完成電氣化工程，令京濱線的運轉路線被延長。同路線的貨運服務停止。
- 1928年（昭和3年）10月15日：路線的始發站改為橫濱站（並未修正路線的累計距離）。此時，由於京濱線的專用月台尚未完成，需要在東面剪票口設立暫時性的月台。而櫻木町站的京濱線專用月台則改稱為「高島口乗降場」。
- 1930年（昭和5年）
  - 1月26日：橫濱站的京濱線的專用月台啟用，橫濱與櫻木町之間的路線改變。同日關閉高島口乗降場。
  - 4月1日：路線長度和各站距離改以公制顯示，並修正了遷移到橫濱站後的路線累計距離。
- 1951年（昭和26年）4月24日：櫻木町站發生櫻木町事故。
- 1964年（昭和39年）5月19日：櫻木町至磯子的一段延線（7.5公里）開業，自此橫濱經櫻木町到磯子的一段鐵路被命名為根岸線。同日，關內站、石川町站、山手站、根岸站、磯子站開業。
- 1964年（昭和39年）6月1日：高島線全線通車，並開始櫻木町與磯子之間的貨運服務。
- 1965年（昭和40年）10月：開始使用103系列車營運。
- 1970年（昭和45年）
  - 3月17日：磯子至洋光台的一段延線（4.6公里）開業。同日，新杉田站、洋光台站開業。
  - 5月20日：一列103系列車駛至新杉田與洋光台之間時因撞上泥沙而出軌，2人受傷。
- 1973年（昭和48年）
  - 4月9日：洋光台至大船之間的延線（8.0公里）開業，根岸線全線通車。同日，港南台站、本鄉台站開業。
  - 10月1日：開始磯子與大船之間的貨運服務。
- 1984年（昭和59年）
  - 1月29日：引入自動列車控制裝置（ATC）。
  - 2月1日：磯子與大船之間的貨運服務停業。
- 1987年（昭和62年）4月1日：國鐵分割民營化，此路線由東日本旅客鐵道繼承。而負責貨運業務的日本貨物鐵道則重開磯子與大船之間的貨物運送服務。
- 1988年（昭和63年）9月22日：直通橫濱線班次開始使用205系列車運行。
- 1992年（平成4年）5月7日：901系列車（209系試製車）投入服務。
- 1993年（平成5年）2月15日：209系量產型列車（0番台）投入服務。
- 1998年（平成10年）7月4日：引入東京圈輸送管理系統（ATOS）。
- 2007年（平成19年）12月22日：直通京濱東北線班次開始使用E233系列車運行。
- 2008年（平成20年）3月15日：停止從橫濱線經本站直通橫須賀線逗子站的班次。
- 2009年（平成21年）8月14日：全線引入數位自動列車控制裝置（D-ATC）。
- 2010年（平成22年）4月19日：引入女性專用車廂制度[2] 有關於京濱東北線、根岸線引入女性專用車廂的事宜]－東日本旅客鐵道（2010年3月11日）</ref>

## 車站列表
- ◆：貨物取扱站（設有定期貨物列車到發）、：特定都區市內制度下「橫濱市內」範圍車站
- 所有列車停靠所有車站（臨時列車除外）
- 接續路線：東日本旅客鐵道的路線名，除貨物線外，運行系統上的名稱（若與正式路線名不同）。站名若有不同，則以⇒標示另一站名。
- 所有車站均位於神奈川縣
- 軌道為全線複線

| 車站編號                                                                  | 中文站名 | 日文站名 | 英文站名 | 站間營業距離 | 累計營業距離 | 接續路線 | 所在地 | 所在地 |
| ------------------------------------------------------------------------- | -------- | -------- | -------- | ------------ | ------------ | --- | ------ | ------ |
|                                                                           |          |          |          |              |              | |        |        |
| 京濱東北線：直通運行至東京站、大宮站方向、 橫濱線：直通運行至八王子站方向 |          |          |          |              |              | |        |        |
|                                                                           | 橫濱     |          |          | -            | 0.0          | 東日本旅客鐵道： 京濱東北線、 橫濱線（直通運行，參見上述）、 東海道線（JT05）、 橫須賀·總武快速線（JO13）、 湘南新宿線（JS13） 相模鐵道： 本線（SO01） 京濱急行電鐵： 本線（KK37） 東急電鐵： 東橫線（TY21） 橫濱高速鐵道： 港未來線（MM01） 橫濱市營地下鐵： 藍線（B20） | 橫濱市 | 西區   |
|                                                                           | 櫻木町   |          |          | 2.0          | 2.0          | 橫濱市營地下鐵： 藍線（B18） 東日本旅客鐵道：東海道本線貨物支線（高島線） | 橫濱市 | 中區   |
|                                                                           | 關內     |          |          | 1.0          | 3.0          | 橫濱市營地下鐵： 藍線（B17） | 橫濱市 | 中區   |
|                                                                           | 石川町   |          |          | 0.8          | 3.8          | | 橫濱市 | 中區   |
|                                                                           | 山手     |          |          | 1.2          | 5.0          | | 橫濱市 | 中區   |
|                                                                           | 根岸◆    |          |          | 2.1          | 7.1          | 神奈川臨海鐵道：本牧線（貨物線） | 橫濱市 | 磯子區 |
|                                                                           | 磯子     |          |          | 2.4          | 9.5          | | 橫濱市 | 磯子區 |
|                                                                           | 新杉田   |          |          | 1.6          | 11.1         | 橫濱海岸線：金澤海岸線（1） 京濱急行電鐵： 本線 ⇒杉田（KK46） | 橫濱市 | 磯子區 |
|                                                                           | 洋光台   |          |          | 3.0          | 14.1         | | 橫濱市 | 磯子區 |
|                                                                           | 港南台   |          |          | 1.9          | 16.0         | | 橫濱市 | 港南區 |
|                                                                           | 本鄉台   |          |          | 2.5          | 18.5         | | 橫濱市 | 榮區   |
|                                                                           | 大船     |          |          | 3.6          | 22.1         | 東日本旅客鐵道： 東海道線（JT07）、 橫須賀·總武快速線（JO09）、 湘南新宿線（JS09）、東海道貨物線 湘南單軌電車：江之島線 | 鎌倉市 | 鎌倉市 |

## 外部連結
- 根岸線各站情報 （页面存档备份，存于）（日語）